# Жарки (филм из 1970)
Жарки је југословенски филм из 1970. године. Режирао га је Ђорђе Кадијевић који је написао и сценарио.

## Радња
У Банату за време рата, партизански командир Жарки пао је у руке фолксдојчерима. Који га у ланцима воде од села до села и муче како би сазнали имена људи из покрета. После дугог мучења ипак нису сазнали и зато бирају најстрашнију смрт за Жарког, закопају га живог у песак који ће га завејати.
Филм је инспирисан истинитим догађајем везаним за смрт народног хероја Недељка Барнића Жарког.

## Улоге
| Глумац                          | Улога                |
| ------------------------------- | -------------------- |
| Јован Јанићијевић Бурдуш        | Недељко Барнић Жарки |
| Драгомир Бојанић Гидра          | Албин                |
| Душaн Јaнићијeвић               | Немачки Командант    |
| Ева Рас                         | Бела                 |
| Љубиша Самарџић                 | Јанош                |
| Љуба Тадић                      | Комшија              |
| Павле Вуисић                    | Обрад                |
| Велимир Бата Живојиновић        | Партизан             |
| Мињa Војводић                   |                      |
| Љубица Јанићијевић              | Јaношeва мајка       |
| Богдан Јакуш                    |                      |
| Растислав Јовић                 | Партизан             |
| Драгомир Станојевић Бата Камени |                      |